# Ciacova
Ciacova je rumunské město v župě Timiș. Ve městě žije přibližně 5 400 obyvatel.
Administrativně k městu náleží i vesnice Cebza, Macedonia, Obad a Petroman.

## Partnerské obce
- Saint-Pardoux-la-Rivière, Francie
- Masi Torello, Itálie